# Harold W. Scott
Harold William Scott (1906-1998) est un géologue et paléontologue américain.
En 1942, il décrit le genre de conodontes du Carbonifère Lochriea.

## Publications
- (en) Scott H.W., 1934. The Zoological Relationships of the Conodonts. Journal of Paleontology, volume 8, numéro 4 (Dec., 1934), pages 448-455 (URL stable sur JSTOR).
- (en) Scott H.W., 1942. Conodont Assemblages from the Heath Formation, Montana. Journal of Paleontology, volume 16, numéro 3 (May, 1942), pages 293–300 (URL stable sur JSTOR).
- (en) Scott H.W. in Benson R.H., et al., 1961. Systematic descriptions. Treatise on Invertebrate Paleontology, Part Q: Arthropoda 3, Q99-Q422.